# Лја (Вибо Валенција)
Лја је насеље у Италији у округу Вибо Валенција, региону Калабрија.
Према процени из 2011. у насељу је живело 101 становника. Насеље се налази на надморској висини од 440 м.